# 7491 Linzerag
7491 Linzerag (1995 SD2) là một tiểu hành tinh vành đai chính được phát hiện ngày 23 tháng 9 năm 1995 bởi Osservatorio San Vittore ở Bologna.